# Наследство (филм)
Наследство (енгл. The Estate) је филмска комедија из 2022. године, у режији и по сценарију Дина Крејга. Тони Колет и Ана Фарис глуме сестре које покушавају да придобију наклоност своје тетке како би наследиле део њеног богатства пре него она умре.
Приказан је 4. новембра у САД, односно 15. децембра у Србији.

## Радња
Мејси и Савана баш и немају много новца. Али оне имају савршен план. Са трошним кафићем који је на ивици пропасти и њиховим животима који и немају неку перспективу, две сестре кују заверу да придобију своју тетку Хилду — препотентну, грубу главу породице — која је на самрти, у нади да ће наследити њено огромно имање. Али како ће Мејси и Савана ускоро открити, можда ту има и других рођака са потпуно истом идејом.

## Улоге
| Глумац                 | Улога   |
| ---------------------- | ------- |
| Тони Колет             | Мејси   |
| Ана Фарис              | Савана  |
| Кетлин Тернер          | Хилда   |
| Роузмери Девит         | Беатрис |
| Дејвид Дуковни         | Ричард  |
| Рон Ливингстоун        | Џејмс   |
| Кејла Монтеросо Мехија | Елен    |